# Pteris longipetiolulata
Pteris longipetiolulata là một loài dương xỉ trong họ Pteridaceae. Loài này được Lellinger mô tả khoa học đầu tiên năm 1977.